# Districtul Mezőkövesd
Mezőkövesd (în maghiară Mezőkövesdi járás) este un district în județul Borsod-Abaúj-Zemplén, Ungaria.
Districtul are o suprafață de 723,86 km2 și o populație de 42.128 locuitori (2013).